# Abram Rundstein
Abram Rundstein (Rundsztajn) (ur. 24 kwietnia 1869 w Sieradzu, zm. 24 lutego 1935 w Łodzi) – właściciel drukarni w Łodzi, przemysłowiec żydowskiego pochodzenia, społecznik, działacz oświatowy.

## Życiorys
Syn Moszka i Anny (Chany) z Marzyńskich.
Po ukończeniu gimnazjum odbywał służbę wojskową w 83 pułku piechoty armii rosyjskiej na Kaukazie, i pracując tam w pułkowej litografii nauczył się zawodu. Po zwolnieniu z wojska przyjechał do Łodzi i podjął pracę w drukarni Arona (Abrama) Majera Gutsztadta, z którego córką Rywką się ożenił.
W 1899 r. otrzymał koncesję na otwarcie własnej drukarni i w 1900 r. uruchomił ją przy ówczesnej ul. Dzielnej (obecnie ul. G. Narutowicza) instalując dwie prasy litograficzne i jedną drukarską. W 1901 r. przeniósł drukarnię na ul. Wschodnią 70, uzupełniając ją introligatornią.
W latach 1905–1906 sympatyzował z Polską Partią Socjalistyczną (PPS), drukując partyjne ulotki i odezwy. Wskutek nieporozumienia został ciężko ranny w zamachu dokonanym przez jedną z bojówek PPS, za co został przeproszony przez kierownictwo konspiracyjnej organizacji.
W latach 30. XX w. był współwłaścicielem firmy Nitecki i spółka przy ul. G. Narutowicza 28.
Chętnie udzielał się społecznie. Był prezesem Korporacji Przemysłu Graficznego Województwa Łódzkiego, członkiem Komisji Rewizyjnej w Stowarzyszeniu Właścicieli Drukarń i Litografii miasta Łodzi (założonym w 1907 r.), członkiem zarządu Żydowskiego Klubu Rzemieślniczego, Centralnego Związku Rzemieślników Żydów Województwa Łódzkiego, Łódzkiego Żydowskiego Towarzystwa Niesienia Pomocy Głuchoniemym „Ezras Ilmim” oraz Stowarzyszenia Wzajemnej Pomocy „Ostatnia Wzajemna Posługa – Chesed-W'emes”.
W 1918 r. został powołany na stanowisko wiceprezesa zarządu gimnazjum Towarzystwa „Oświata”, które dzięki jego działaniom i finansowej pomocy łodzian zostało wykupione z rąk spadkobierców M. Witanowskiego i przekształcone w szkołę polską. Obok ks. Ignacego Skorupki, ówczesnego prezesa Towarzystwa i współzałożyciela gimnazjum, był najczynniejszym członkiem zarządu tej placówki oświatowej.
Jego ideą było doprowadzenie do harmonijnego i zgodnego współżycia uczniów bez względu na wyznanie i pochodzenie społeczne. Funkcję wiceprezesa Towarzystwa „Oświata” pełnił do końca życia.
Żonaty z Rywką z Gutsztatów, miał synów: Maurycego (Moszka) (ur. 1 stycznia 1900), ginekologa, lekarza Kliniki Położniczo-Ginekologicznej Żydowskiego Towarzystwa Niesienia Pomocy Chorym „Linas Hacholim” w Łodzi i Janasa (ur. 14 maja 1906) oraz córki: Dorę (ur. 19 marca 1903), żonę Pawła Kochańskiego, Chawę (ur. 21 kwietnia 1904) i Sarę (ur. 15 marca 1905).
Spoczywa na cmentarzu żydowskim („nowym”) w Łodzi przy ul. Brackiej.